# Ann E. Weber
Ann E. Weber es una química estadounidense. Es la vicepresidenta principal de Drug Discovery en Kallyope Inc. en la ciudad de Nueva York.  Anteriormente, trabajó en Merck Research Laboratories (MRL), se unió a la compañía en 1987 y se retiró del cargo de Vicepresidenta de Química de Optimización de Plomo en 2015. Ha ayudado a desarrollar más de 40 candidatos a medicamentos, incluidos los tratamientos aprobados por la FDA para la diabetes tipo 2. Ha recibido varios premios, incluida la Medalla Perkin (2017) y ha sido incluida en el Salón de la Fama MEDI de la División de Química Médica de la ACS. 

## Educación
Weber creció en Oshkosh, Wisconsin, hija de una enfermera y un médico.  Asistió a la secundaria Lourdes High School (Oshkosh, Wisconsin), una escuela católica con un sólido programa de ciencias.
Obtuvo una licenciatura en Química summa cum laude de la Universidad de Notre Dame (1982) y un Ph.D. de la Universidad de Harvard, donde estudió química orgánica sintética con David A. Evans. Fue la primera mujer en recibir un doctorado de su grupo, en 1987.

## Investigación
Se unió a Merck Research Laboratories (MRL) en Rahway, Nueva Jersey en 1987, retirándose en 2015 del cargo de Vicepresidente de Química de Optimización de Plomo. En 2016 se unió a Kallyope Inc. en la ciudad de Nueva York como Vicepresidente Senior de Drug Discovery. Sus áreas de investigación incluyen el desarrollo de ligandos para receptores acoplados a proteínas G, canales iónicos activados por ligando y enzimas.
Durante su carrera en el descubrimiento y desarrollo de medicamentos, ha realizado más de 80 publicaciones. Es co-inventora de más de 35 patentes emitidas en los Estados Unidos. Su trabajo ha llevado al desarrollo de más de 40 candidatos a medicamentos, incluidos los tratamientos aprobados por la FDA para la diabetes tipo 2.  Otros candidatos a fármacos se dirigen a la obesidad, aterosclerosis, dolor e incontinencia urinaria.
A partir de 1999, lideró el equipo químico para el desarrollo de Januvia ™ (genérico: sitagliptina ), un medicamento que inhibe la enzima dipeptidil peptidasa-4 (DPP-4) y mejora la tolerancia a la glucosa para tratar la diabetes tipo 2. Nancy Thornberry dirigió el equipo biológico correspondiente para el proyecto.  El medicamento fue aprobado por la FDA en octubre de 2006. Janumet ™, un medicamento que combina sitagliptina y metformina también fue aprobado, en abril de 2007.  En 2007, el equipo de investigación de Merck recibió el premio Prix Galien USA por su trabajo en Januvia ™.

## Premios
- 2017, Medalla Perkin, Sociedad de Industria Química (Sección Americana)[15][16]
- 2016, MEDI Hall of Fame, División de Química Médica de ACS[17]
- 2013, Mujeres en homenaje a STEM, Liberty Science Center (LSC)[18]
- 2011, Premio Discoverer's, Investigación farmacéutica y fabricantes de América (PhRMA), con Nancy Thornberry[11]
- 2011, Thomas Alva Edison Patent Award, Consejo de Investigación y Desarrollo de Nueva Jersey[19]
- 2010, Heroes of Chemistry Award (ACS) con Nancy Thornberry y Joseph Armstrong[20][21]
- 2010, Premio Robert M. Scarborough a la Excelencia en Química Médica, American Chemistry Society (ACS)[10]
- 2008, Destacados Mujeres Sobresalientes de la Ciencia, Asociación de Investigación Biomédica de Nueva Jersey (NJABR)[1]
- 2007, Premio Prix Galien USA al equipo de investigación de Merck por Januvia ™ [22]
- Merck & Co. Director's Award, el mayor honor que Merck otorga a sus empleados[4]